# Transzkontinentális vasútvonal

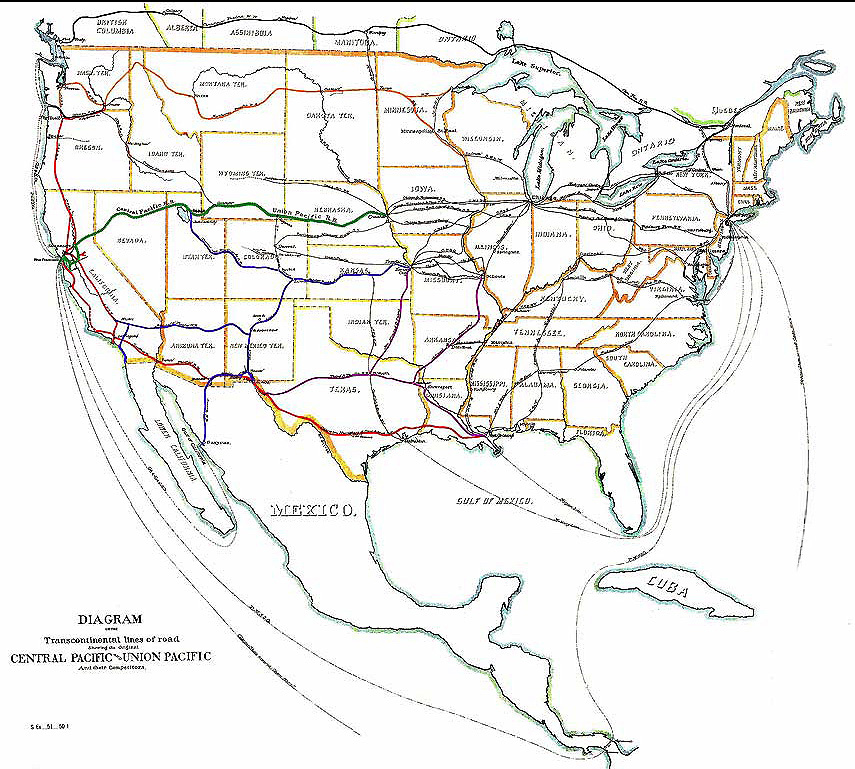
Transzkontinentális vasutak az Egyesült Államokban és annak közelében 1887-ben

A transzkontinentális vasútvonal vagy transzkontinentális vasút olyan egybefüggő vasúti pálya, amely egy kontinentális szárazföldön halad át, és különböző óceánoknál vagy kontinentális határoknál van végállomása. Az ilyen hálózatok vagy egyetlen vasútvonal vágányain keresztül, vagy több vasúttársaság tulajdonában vagy ellenőrzése alatt álló vágányokon keresztül, egy összefüggő útvonalon haladhatnak. Bár Európát átszövik a vasutak, az Európán belüli vasutakat általában nem tekintik transzkontinentálisnak, kivéve talán a történelmi Orient expresszt. A transzkontinentális vasutak segítettek megnyitni a kontinensek lakatlan belső régióit a felfedezés és a megtelepedés előtt, ami máskülönben nem lett volna lehetséges. Sok esetben az országhatárokon átívelő személy- és teherszállítási hálózatok gerincét is ezek alkották. Sok közülük továbbra is fontos szerepet tölt be a teherszállításban, és némelyikükön, például a transzszibériai vasútvonalon, még személyszállító vonatok is közlekednek a két végpont között.

## Észak-Amerika

### Amerikai Egyesült Államok

Az "utolsó sínszeg" beverése, a CPRR és az UPRR vágányainak egyesítésének ünnepélyes ceremóniája a Utah állambeli Promontory Summitnál, 1869. május 10-én, Andrew J. Russell "East and West Shaking Hands at Laying of Last Rail" című alkotása. 1869. május 10.

Az Egyesült Államokban a transzkontinentális vasútvonal minden olyan összefüggő vasútvonal, amely az Egyesült Államok csendes-óceáni partvidékét az ország keleti fővonali vasúti rendszereinek egy vagy több vasútvonalával köti össze, amelyek a Missouri vagy Mississippi és az Egyesült Államok atlanti partvidéke között működnek. Az Egyesült Államok első konkrét tervét egy transzkontinentális vasútvonalra vonatkozóan Asa Whitney terjesztette a Kongresszus elé 1845-ben.
A 19. század utolsó harmadában épült transzkontinentális vasutak sorozata olyan országos közlekedési hálózatot hozott létre, amely vasúton egyesítette az országot. Ezek közül az elsőt, a 3103 km (1928 mérfüöld) hosszú "Csendes-óceáni vasútvonalat" a Central Pacific Railroad és a Union Pacific Railroad építette, hogy összekösse a San Franciscó-i öblöt a kaliforniai Alamedánál az ország meglévő keleti vasúthálózatával Council Bluffsnál (Iowa/Omaha, Nebraska), és ezzel a világ első transzkontinentális vasútvonalát hozta létre, amikor 1869-ben megnyílt. Megépítését az Egyesült Államok kormánya tette lehetővé az 1862-es, 1864-es és 1867-es csendes-óceáni vasúti törvények alapján. Eredeti útvonala nagyon közel volt a jelenlegi 80-as autópálya vonalához.